# Escrime Magazine
 (mai 2014).
Escrime Magazine est l'organe officiel de la Fédération française d'escrime.

## Description
Après avoir été distribué par abonnement et dans les magasins spécialisés, Escrime Magazine est depuis septembre 2006 en vente libre.
Le rédacteur en chef, Denis Goran Colovic, est l'époux de Laura Flessel.